# Piet De Bruyn
Piet De Bruyn (Hasselt, 2 april 1968) is een Belgisch Vlaams-nationalistisch politicus voor N-VA.

## Levensloop
Hij was van jongs af actief in Vlaams-nationalistische en Groot-Nederlandse organisaties als het Vlaams-Nationalistisch Jeugdverbond (VNJ), het Algemeen-Nederlands Verbond (ANV) en het Nationalistisch Verbond - Nederlandse Volksbeweging. Ook was hij actief in verschillende sociale middenveldorganisaties die werkten rond armoede en gelijke kansen, de holebibeweging en de milieubeweging. In de milieubeweging zette hij zich in voor natuurbehoud, organiseerde hij natuurstudiekampen en ook geleide wandelingen voor blinden. Als vrijwilliger was hij ook actief in het Centrum ter preventie van zelfdoding waar hij tevens zetelde in de raad van bestuur. Van deze raad van bestuur was De Bruyn van 2017 tot 2022 voorzitter.
In 1996 studeerde De Bruyn na een studie van acht jaar af als licentiaat in de geschiedenis aan de KU Leuven en in 1999 behaalde hij er tevens een aggregaat in het secundair en hoger onderwijs. Van 1998 tot 1999 werkte hij als leraar menswetenschappen in het Sint-Jozefsinstituut in Bokrijk. Nadien zette De Bruyn van 1999 tot 2000 zijn eerste stappen in de politiek als parlementair medewerker van Danny Pieters, die op dat moment voor de Volksunie in de Kamer van volksvertegenwoordigers zetelde. Vervolgens was hij van 2000 tot 2003 projectcoördinator basisonderwijs bij de uitgeverij Wolters-Plantyn en van 2003 tot 2004 projectleider bij de uitgeverij Zwijsen-Infoboek, waarbij hij instond voor wiskunde en wereldoriëntatie.
In de woelige einddagen van de Volksunie was De Bruyn campagnemedewerker van Geert Bourgeois, de voorman van de groep 'Vlaams-nationaal' binnen de Volksunie. Na de splitsing van de partij in 2001 werd De Bruyn politiek actief voor de N-VA en was van 2004 tot 2007 onder het voorzitterschap van Bart De Wever woordvoerder van deze partij. 
Na de derde rechtstreekse Vlaamse verkiezingen van 13 juni 2004 kwam hij eind december 2007 voor de kieskring Vlaams-Brabant in het Vlaams Parlement terecht als opvolger van Trees Merckx-Van Goey, die rechter werd in het Grondwettelijk Hof. In het Vlaams Parlement ging hij zetelen in de Commissie voor Cultuur, Jeugd, Sport en Media en de Subcommissie voor Wapenhandel. Toen hij in juni 2009 niet herverkozen werd als Vlaams Parlementslid, werd Piet De Bruyn woordvoerder en adjunct-kabinetschef van de Vlaamse minister van Begroting Philippe Muyters, tot hij in oktober 2010 opnieuw parlementslid werd. Sinds het parlementair werkjaar 2010-2011 zetelde hij als opvolger in de Senaat ter vervanging van Kim Geybels, die op 31 augustus 2010 ontslag nam. Zijn interesses in de Senaat situeerden zich op vlak van welzijn, werkgelegenheid, milieu en natuur, cultuur en mensenrechten en hij zetelde er van 2010 tot 2013 in de commissies Buitenlandse Betrekkingen en Landsverdediging en Sociale Aangelegenheden.
Bij de gemeenteraadsverkiezingen van oktober 2012 was De Bruyn lijsttrekker in Rotselaar. Hij raakte verkozen. Van januari 2019 tot december 2024 was hij schepen van de gemeente, bevoegd voor Sociaal Beleid en Leefmilieu. Na de gemeenteraadsverkiezingen van oktober 2024 werd De Bruyn weer gemeenteraadslid.
Begin februari 2013 volgde hij Mark Demesmaeker op in het Vlaams Parlement, waardoor hij de Senaat moest verlaten. Bart De Nijn volgde hem daar op. Ook na de Vlaamse verkiezingen van 25 mei 2014 bleef hij Vlaams volksvertegenwoordiger. Eind juli 2014 werd hij ook opnieuw lid van de Senaat als deelstaatsenator aangewezen door het Vlaams Parlement. Hij bleef dit tot in januari 2019, toen hij schepen van Rotselaar werd.
De Bruyn werd ook van 2011 tot 2013 en van 2014 tot 2019 lid van de Parlementaire Vergadering van de Raad van Europa. Hij was er een actief lid van de Commissie voor Gelijke Kansen en Niet-Discriminatie en werd door zijn collega's in juni 2017 aangesteld als General Rapporteur for the Rights of LGBTI people. Holebi- en transgenderbeweging Çavaria kende hem begin 2018 de Çavaria Campaign Award toe, vanwege het rapport Promoting the human rights of and eliminating discrimination against intersex people die hij vanuit zijn functie in de Raad van Europa schreef. De organisatie beloonde het werk omdat het "het eerste omvangrijke Europese rapport [is] dat de rechten van intersekse personen verdedigt".
In het Vlaams parlement was De Bruyn woordvoerder voor zijn fractie voor de thema's gelijke kansen en armoede. Hij was er tevens van 2013 tot 2014 voorzitter van de commissie Brussel en Vlaamse Rand en tezelfdertijd ondervoorzitter van de commissie Algemeen Beleid, Financiën en Begroting. In de legislatuur 2014-2019 was hij vast lid van de commissie  Wonen, Armoedebeleid en Gelijke Kansen en effectief lid en vanaf 2018 ondervoorzitter van de commissie Leefmilieu, Natuur, Ruimtelijke Ordening, Energie en Dierenwelzijn. Hij werd tevens coördinator van het N-VA Regenboognetwerk, een informeel netwerk voor N-VA-leden die actief betrokken zijn bij LGBTI-thema's. Bij de Vlaamse verkiezingen van 26 mei 2019 werd hij opnieuw herkozen en nadien ging hij zetelen in de commissie Leefmilieu, Natuur, Ruimtelijke Ordening en Energie.
In september 2022 diende De Bruyn zijn ontslag als parlementslid in om zich voor te bereiden op zijn functie als co-directeur van het Centrum ter Preventie van Zelfdoding, die per 1 november 2022 inging. Hij bleef wel actief in de lokale politiek van Rotselaar.